# Pedaria nigra
Pedaria nigra là một loài bọ cánh cứng trong họ Bọ hung (Scarabaeidae).